# 渌水
渌水，是中国长江流域的一条河流，汇入湘江右岸，属于湘江水系。河长152千米，流域面积5675平方千米，多年平均流量138立方米每秒。自然落差237公尺。水能理论蕴藏量3万千瓦。